# ACE – Air Combat Emulator
ACE - Air Combat Simulator ime je za videoigru simulacije leta koju je razvila tvrtka Cascade Games za razna kućna računala 1985. godine. U razvoj igre je bilo potrošeno oko 40.000 funti. U svoje vrijeme ACE smatrana je jedna od najboljih borbenih simulatora leta na kućnim računalima. Igrač ili igračica imali su pogled iz kabine letjelice, s pogledom na instrumentalu ploču i na okolicu. Cilj igre bilo je obraniti Englesku od naprada neprijatelja na zemlji, moru i u zraku. Igra ACE imala je dva nastavka: ACE 2 i ACE 2088.

## Platforme
- Commodore 16, Plus 4, VIC-20, C64,
- ZX Spectrum
- Amstrad CPC, PCW
- AmigaDOS